# Fotodestrukcja
Fotodestrukcja (też fotodezintegracja) – proces fizyczny polegający na lokalnej jonizacji atomów ośrodka przez silne pole elektromagnetyczne (na przykład wiązkę silnego światła laserowego). Powstające przy tym swobodne elektrony i jony tworzą ograniczony i zwykle niewielki rozmiarami obszar, wypełniony plazmą. Jej temperatura może sięgać 105°C. Plazma ta bardzo szybko rozszerza się (z prędkością dochodzącą do kilku km/s), co powoduje powstanie w ośrodku fali uderzeniowej, która w przypadku ciała stałego powoduje jego dezintegrację. Siły działające przy tym procesie, odrzucają resztki materiału (ablacja). 
Gdy wiązka promieniowania jest wystarczająco skupiona, efektem tego procesu jest na przykład równe cięcie materiału, charakteryzujące się dodatkowo gładkimi brzegami i nieuszkodzonym materiałem w jego otoczeniu.
Zjawisko fotodestrukcji jest podstawą działania laserów tnących – na przykład w mikrotomie laserowym.